# Kvadratura (matematika)

Kvadratura kruhu: problém, jak sestrojit čtverec, jehož plocha je stejná jako plocha daného kruhu.

Kvadratura je historický matematický termín, který znamená výpočet plošného obsahu (krátce obsahu nebo plochy) určitého geometrického obrazce. Tento pojem se v současnosti stále používá při řešení diferenciálních rovnic, kde „řešení rovnice kvadraturou“ znamená vyjádření jejího řešení pomocí integrálů. Problém kvadratury různých obrazců byl jedním z hlavních inspiračních zdrojů při vývoji infinitezimálního počtu a představuje důležitou kapitolu matematické analýzy.

## Historie
Matematikové starověkého Řecka podle pythagorejské doktríny chápali určení plochy nějakého geometrického útvaru jako proces geometrické konstrukce čtverce, který má stejnou plochu jako daný útvar. Proto byl tento proces pojmenován kvadratura. Starořečtí geometři nebyli vždy úspěšní (např. při kvadratuře kruhu), ale podařilo se jim vyřešit problém kvadratury i u některých útvarů, jejichž hranice nejsou tvořeny úsečkami, například Hippokratových měsíčků nebo úsečí paraboly. Podle řecké tradice musely být tyto konstrukce prováděny pouze pomocí kružítka a pravítka.

Starověká metoda konstrukce geometrického průměru

Pro kvadraturu obdélníka se stranami a a b je tak potřeba zkonstruovat čtverec, jehož strana má délku {\displaystyle x={\sqrt {ab}}} (geometrický průměr a a b). Při konstrukci je možné použít fakt, že pokud sestrojíme kružnici s průměrem rovným součtu a a b podle obrázku, pak výška BH (z bodu jejich spojení na průsečík s kružnicí) je rovna jejich geometrickému průměru obou hodnot. Podobná geometrická konstrukce řeší problém kvadratury trojúhelníka a rovnoběžníku.

Plocha parabolické výseče

Problémy kvadratury obrazců ohraničených křivkami jsou mnohem obtížnější. I když byla objevena kvadratura Hippokratových měsíčků, povrchu koule a největším objevem starověké analýzy se stala Archimédova parabolické výseče, až v 19. století bylo dokázáno, že kvadratura kruhu pomocí kružítka a pravítka není možná.
Archimédovi se připisují objevy, že:
- Plocha povrchu koule se rovná čtyřnásobku obsahu hlavní kružnice této koule.
- Plocha parabolické výseče vyseknuté přímkou je 4/3 plochy trojúhelníka vepsaného do této výseče.

Pro důkaz výsledků Archimedes používal tak zvanou exhaustivní metodu, kterou vyvinul Eudoxos z Knidu.:s.113
Ve středověké Evropě znamenalo slovo kvadratura výpočet plochy jakoukoli metodou. Nejčastěji byl používán Cavalieriho princip; byl sice méně formální než geometrické konstrukce objevené starořeckými matematiky, ale byl jednodušší a výkonnější. S jeho pomocí Galileo Galilei a Gilles de Roberval nalezli plochu oblouku cykloidy, Grégoire de Saint-Vincent zkoumal plochu pod hyperbolou (Opus Geometricum, 1647):s.491 a Alphonse Antonio de Sarasa, de Saint-Vincentův žák a komentátor, zmínil vztahy této plochy s logaritmem.:s.492
Tuto metodu algebraizoval John Wallis: v řadě svých knih Arithmetica Infinitorum v roce 1656 popsal řady, které jsou ekvivalentní s určitým integrálem, a výpočet hodnot integrálů. Další pokrok, kvadratury některých algebraických křivek a spirál, učinili Isaac Barrow a James Gregory. Christiaan Huygens úspěšně prováděl kvadraturu některých rotačních těles.
Kvadratura hyperboly podle Saint-Vincenta a de Sarasa poskytla novou, velmi důležitou funkci přirozený logaritmus.
Objev integrálního počtu pak přinesl univerzální metody pro výpočet plochy. Následkem toho se termín kvadratura stal poněkud zastaralým a často se místo něho používá obrat „výpočet jednorozměrného určitého integrálu“.